# Ярцев, Алексей Петрович
Алексей Петрович Ярцев (1895 (по другим данным родился в августе 1894) — 1938) — член Военного совета и начальник политического управления Закавказского военного округа, корпусной комиссар (1935).

## Биография
Родился в семье рабочего, отец трудился в Москве ломовым извозчиком. Окончив церковно-приходскую школу, работал батраком и подпаском. С 1908 в Москве, был учеником слесаря, помощником электромонтёра, слесарем на заводах и в различных мастерских. За политическую неблагонадёжность в 1911 был арестован. В феврале 1915 призван на царский флот и направлен в Кронштадт, в машинно-минную школу, затем на линкор «Петропавловск». В июле 1916 с флота был списан и отправлен на Западный фронт. Службу проходил в 26-м полку 7-й Сибирской пехотной дивизии. После болезни и лечения в госпитале служил в 82-м запасном полку, где окончил учебную команду. С маршевой ротой убыл на фронт в артиллерийскую бригаду 55-й пехотной дивизии. Через некоторое время попал под газовую атаку и после лечения в госпитале снова возвратился в 82-й запасный полк.
После Февральской революции в 1917 служил в морском крепостном полку в Ревеле, где избирался председателем ротного и заместителем председателя полкового комитета. От Ревельского Совета (секция солдат и моряков) был выделен для связи с исполнительным комитетом 12-й армии. Будучи делегатом Всероссийской конференции фронтовых и тыловых военных организаций, в июле 1917 был арестован в Петрограде и посажен в тюрьму «Кресты». Оттуда был переправлен в Бутырскую тюрьму. После освобождения в сентябре 1917 служил в 1-й запасной артиллерийской бригаде. Во время Октябрьской революции в 1917 в Москве участвовал в боях с юнкерами, был ранен в ногу. Последний чин и должность в царской армии — рядовой, фейерверкер.
В Красной армии с 1918, участник Гражданской войны. Красноармеец, начальник связи батареи 1-го Московского полка, начальник связи 37-го стрелкового полка, надсмотрщик батальона связи 1-й Московской рабочей и 13-й стрелковой дивизий, начальник связи 31-го и 490-го стрелковых полков, помощника военкома 490-го стрелкового полка. В конце 1919 тяжело ранен (всего за годы Гражданской войны был ранен шесть раз). После Гражданской войны на ответственных должностях политического состава в войсках и учреждениях РККА. В 1921—1922 секретарь политического отдела, военком отдела снабжения 2-й трудовой бригады, военком 9-го отдельного трудового батальона и 3-го легкого артиллерийского дивизиона. До ноября 1925 военком, затем помощник командира 14-го артиллерийского полка по политической части. С ноября 1925 военком 3-го (Московского) танкового полка. С января 1928 помощник начальника Научно-испытательного химического полигона РККА по политической части, также начальник организационной части политического отдела специальных войск в Москве. С сентября 1928 по август 1930 работал в должности начальника политотдела специальных войск Московского гарнизона.
С августа 1930 заместитель начальника политического управления Московского военного округа. С сентября 1931 в резерве РККА ввиду откомандирования на курсы марксизма-ленинизма при ЦК ВКП(б). Одновременно в эти годы окончил два курса на вечернем отделении Военной академии РККА. С мая 1933 заместитель начальника политического управления Кавказской Краснознамённой армии (ККА). С апреля 1934 начальник политического управления ККА, после преобразования в 1935 ККА в Закавказский военный округ (ЗакВО) — начальник политического управления этого округа до осени 1937. Также в 1936 являлся членом Военного совета при народном комиссаре обороны СССР. Арестован 3 ноября 1937 и 3 марта 1938 приговорён Тройкой НКВД ГССР к ВМН по обвинению в участии в военном заговоре, расстрелян в день вынесения обвинительного приговора. Реабилитирован ВКВС СССР посмертно 30 декабря 1955.